# Silvinho
Sílvio José Canuto (ur. 17 stycznia 1977) – brazylijski piłkarz występujący na pozycji pomocnika.

## Kariera klubowa
Od 1995 do 2011 roku występował w klubach Londrina, XV de Novembro Piracicaba, Guarani FC, Athletico Paranaense, Matonense, SC Internacional, Vegalta Sendai, Albirex Niigata, Vitória, ADAP Galo Maringá, São José, Yokohama FC, Chapecoense i Comercial.